# Чурьяково (Угличский район)
Чурьяково — село в Угличском районе Ярославской области России. 
В рамках организации местного самоуправления является административным центром Слободского сельского поселения, в рамках административно-территориального устройства — входит в Слободской сельский округ.

## География
Расположено на берегу реки Улейма, в 1 км к северо-востоку от города Углича.

## История
В 1782 году в селе была построена каменная одноэтажная церковь на средства прихожан. Престолов было два: в летней — в честь Казанской иконы Божией Матери, в зимнем приделе — во имя сщмч. Власия. В 1891 году организована церковно-приходская школа. 
В конце XIX — начале XX село входило в состав Ермоловской волости Угличского уезда Ярославской губернии. 
С 1929 года село входило в состав Грибановского сельсовета Угличского района, с 1954 года — в составе Высоковского сельсовета, в 1980-х годах — в составе Слободского сельсовета (сельского округа), с 2005 года — центр Слободского сельского поселения.
До 2016 года в селе действовала Чурьяковская начальная школа — детский сад.

## Население
| 1859 | 1914 | 2007 | 2010 |
| ---- | ---- | ---- | ---- |
| 112  | ↗115 | ↗331 | ↘323 |

## Достопримечательности
В селе расположена недействующая Церковь Казанской иконы Божией Матери (1782).